# Tetsuo Sugamata
Tetsuo Sugamata (Prefettura di Tochigi, 29 novembre 1957) è un ex calciatore giapponese, di ruolo difensore.

## Statistiche

### Presenze e reti nei club
| Stagione | Squadra | Campionato | Campionato | Campionato |
| Stagione | Squadra | Comp       | Pres       | Reti       |
| -------- | ------- | ---------- | ---------- | ---------- |
| 1980     | Hitachi | JSL1       | ?          | ?          |
| 1981     | Hitachi | JSL1       | ?          | ?          |
| 1982     | Hitachi | JSL1       | ?          | ?          |
| 1983     | Hitachi | JSL1       | ?          | ?          |
| 1984     | Hitachi | JSL1       | 12         | 0          |
| 1985-86  | Hitachi | JSL1       | 1          | ?          |
| 1986-87  | Hitachi | JSL1       | 22         | ?          |
|          | Totale  |            | 131        | ?          |